# Saint-Étienne-sous-Barbuise
Saint-Étienne-sous-Barbuise település Franciaországban, Aube megyében. Lakosainak száma 175 fő (2022. január 1.). Saint-Étienne-sous-Barbuise Arcis-sur-Aube, Les Grandes-Chapelles, Nozay, Saint-Remy-sous-Barbuise és Torcy-le-Grand községekkel határos.

## Népesség
A település népessége az elmúlt években az alábbi módon változott:
| Lakosok száma | 154  | 147  | 117  | 130  | 148  | 155  | 167  | 177  | 177  | 175  |
|               | 1968 | 1982 | 1990 | 2006 | 2013 | 2015 | 2017 | 2019 | 2020 | 2022 |